# Campionati del mondo di corsa in montagna
I Campionati del mondo di corsa in montagna (nome ufficiale in inglese World Mountain Running Championships) sono una competizione di corsa in montagna organizzata dalla World Mountain Running Association, la federazione che si occupa di corsa in montagna a livello mondiale.

## Categorie
La manifestazione ha cadenza annuale e prevede gare suddivise in quattro categorie: 
- Seniores maschile
- Seniores femminile
- Under 20 maschile, abbreviata in U20M,  (in precedenza juniores maschile)
- Under 20 femminile, abbreviata in U20W, (in precedenza juniores femminile)

Per ognuna di queste categorie viene pure attribuito il titolo mondiale a squadre. Nella categoria under 20 femminile (all'epoca denominata juniores) il primo mondiale si disputò nel 1992, tra il 1993 e il 1996 non vi fu nessun mondiale e dal 1997 è una categoria ufficiale dei mondiali.

## Percorsi
Negli anni pari vengono proposti percorsi di sola salita "uphill", mentre negli anni dispari percorsi ad anello, i cosiddetti "up and downhill" (salita e discesa).

## Storia
Nacque nel 1985 con il nome di World Mountain Running Trophy (Trofeo internazionale di corsa in montagna); nel 2009 ha assunto l'attuale denominazione. Dal 1985 al 1992 venne disputata una prova supplementare tra gli uomini seniores, quella della gara sprint o "short".
Alla prima edizione, nel 1985, parteciparono esclusivamente nazioni europee malgrado si trattasse di un campionato mondiale. La cosa cambiò l'anno seguente quando parteciparono quattro atleti del Marocco e uno dell'Algeria. I paesi dell'Europa orientale rimasero assenti dai mondiali ad eccezione dell'Ungheria che inviò un atleta ai mondiali del 1989. Alla fine della guerra fredda parteciparono per la prima volta nel 1990 atleti provenienti dalla Germania (unificata), Unione Sovietica, Cecoslovacchia, Polonia e Bulgaria. Fino al 2008 gli atleti provenienti da Inghilterra, Irlanda del Nord, Scozia e Galles parteciparono come nazioni singole, a partire dal 2009 partecipano tutti assieme come Regno Unito.
La manifestazione ha assunto dal 2009 carattere ufficiale da parte della IAAF (International Association of Athletics Federations), ovvero l'Associazione Internazionale delle Federazioni di Atletica Leggera.
Nel 2019 la manifestazione si è svolta per la prima volta nell'America del Sud sconvolgendo un po' il calendario. Si è infatti corso a novembre quando di solito la manifestazione ha luogo a settembre.

## Gli atleti più rappresentativi
Tra gli uomini due nomi su tutti: il neozelandese Jonathan Wyatt, con ben sei titoli all`attivo e l'italiano Marco De Gasperi con 5 titoli più uno da U20M.
Tra le donne domina l'Austria, Andrea Mayr vanta sei titoli e un argento mentre la compagna Gudrun Pflüger ne ha quattro più un secondo posto. Anche la francese Isabelle Guillot merita di essere citata con tre titoli e tre argenti.
Tra gli U20M l'unico ad aver centrato una doppietta è l'italiano Stefano Scaini, cosa molto difficile in questa categoria fino ai 19 anni. L'austriaco Florian Heinzle ha avuto parecchia sfortuna trovando sempre qualcuno che lo precedeva di poco, è arrivato per ben tre volte secondo. Stesso discorso per il messicano Juan Carlos Carera, una volta secondo e due volte terzo.
Tra le U20W quattro atlete hanno centrato la doppietta: l'austriaca Cornelia Heinzle (sorella di Florian Heinzle), la russa Julija Močalova, la turca Yasemin Can e l'ugandese Risper Chebet
A livello di nazionale l'Italia domina il medagliere. Tra le nazioni alpine segue l'Austria. Nazioni come Uganda, Turchia ed Eritrea, malgrado non abbiano mai partecipato prima del 2000 ai mondiali, stanno facendo man bassa di medaglie.

## Edizioni
| Edizione | Anno | Città                    | Nazione       | Data         |
| -------- | ---- | ------------------------ | ------------- | ------------ |
| 1        | 1985 | San Vigilio di Marebbe   | Italia        | 23 settembre |
| 2        | 1986 | Morbegno                 | Italia        | 5 ottobre    |
| 3        | 1987 | Lenzerheide              | Svizzera      | 23 agosto    |
| 4        | 1988 | Keswick                  | Regno Unito   | 15 ottobre   |
| 5        | 1989 | Die e Châtillon-en-Diois | Francia       | 16 settembre |
| 6        | 1990 | Telfes im Stubai         | Austria       | 15 settembre |
| 7        | 1991 | Zermatt                  | Svizzera      | 8 settembre  |
| 8        | 1992 | Val di Susa              | Italia        | 30 agosto    |
| 9        | 1993 | Gap                      | Francia       | 5 settembre  |
| 10       | 1994 | Berchtesgaden            | Germania      | 4 settembre  |
| 11       | 1995 | Edimburgo                | Regno Unito   | 10 settembre |
| 12       | 1996 | Telfes im Stubai         | Austria       | 1º settembre |
| 13       | 1997 | Malé Svatoňovice         | Rep. Ceca     | 7 settembre  |
| 14       | 1998 | Dimitile (La Réunion)    | Francia       | 20 settembre |
| 15       | 1999 | Parco di Kinabalu        | Malaysia      | 19 settembre |
| 16       | 2000 | Bergen                   | Germania      | 10 settembre |
| 17       | 2001 | Arta Terme               | Italia        | 16 settembre |
| 18       | 2002 | Innsbruck                | Austria       | 15 settembre |
| 19       | 2003 | Girdwood (Alaska)        | Stati Uniti   | 21 settembre |
| 20       | 2004 | Sauze d'Oulx             | Italia        | 5 settembre  |
| 21       | 2005 | Wellington               | Nuova Zelanda | 25 settembre |
| 22       | 2006 | Bursa-Uludağ             | Turchia       | 10 settembre |
| 23       | 2007 | Ovronnaz                 | Svizzera      | 15 settembre |
| 24       | 2008 | Crans-Montana            | Svizzera      | 6 settembre  |
| 25       | 2009 | Campodolcino e Madesimo  | Italia        | 6 settembre  |
| 26       | 2010 | Kamnik, Velika Planina   | Slovenia      | 5 settembre  |
| 27       | 2011 | Tirana                   | Albania       | 11 settembre |
| 28       | 2012 | Temù - Ponte di Legno    | Italia        | 2 settembre  |
| 29       | 2013 | Krynica-Zdrój            | Polonia       | 8 settembre  |
| 30       | 2014 | Casette di Massa         | Italia        | 13 settembre |
| 31       | 2015 | Betws-y-Coed             | Regno Unito   | 19 settembre |
| 32       | 2016 | Sapareva banja           | Bulgaria      | 11 settembre |
| 33       | 2017 | Premana                  | Italia        | 30 luglio    |
| 34       | 2018 | Canillo                  | Andorra       | 16 settembre |
| 35       | 2019 | Villa La Angostura       | Argentina     | 15 novembre  |

## Vincitori

### Short distance
Disputato tra il 1985 e il 1992, solo a livello maschile.
| Edizione | Anno | Individuale maschile | Squadre maschile |
| -------- | ---- | -------------------- | ---------------- |
| 1        | 1985 | Kenny Stuart         | Italia           |
| 2        | 1986 | Maurizio Simonetti   | Italia           |
| 3        | 1987 | Fausto Bonzi         | Italia           |
| 4        | 1988 | Alfonso Valicella    | Italia           |
| 5        | 1989 | Fausto Bonzi         | Italia           |
| 6        | 1990 | Severino Bernardini  | Italia           |
| 7        | 1991 | John Leniham         | Svizzera         |
| 8        | 1992 | Martin Jones         | Inghilterra      |

### Maschile e femminile
| Edizione | Anno | Individuale maschile | Squadre maschile | Individuale femminile | Squadre femminile |
| -------- | ---- | -------------------- | ---------------- | --------------------- | ----------------- |
| 1        | 1985 | Alfonso Valicella    | Italia           | Olivia Grüner         | Italia            |
| 2        | 1986 | Alfonso Valicella    | Italia           | Carol Haigh           | Svizzera          |
| 3        | 1987 | Jay Johnson          | Italia           | Fabiola Rueda         | Italia            |
| 4        | 1988 | Dino Tadello         | Italia           | Fabiola Rueda         | Svizzera          |
| 5        | 1989 | Jairo Correa         | Italia           | Isabelle Guillot      | Italia            |
| 6        | 1990 | Costantino Bertolla  | Italia           | Beverly Redfern       | Svizzera          |
| 7        | 1991 | Jairo Correa         | Italia           | Isabelle Guillot      | Francia           |
| 8        | 1992 | Helmut Schmuck       | Francia          | Gudrun Pflüger        | Austria           |
| 9        | 1993 | Martin Jones         | Italia           | Isabelle Guillot      | Italia            |
| 10       | 1994 | Helmut Schmuck       | Italia           | Gudrun Pflüger        | Francia           |
| 11       | 1995 | Lucio Fregona        | Italia           | Gudrun Pflüger        | Francia           |
| 12       | 1996 | Antonio Molinari     | Italia           | Gudrun Pflüger        | Francia           |
| 13       | 1997 | Marco De Gasperi     | Italia           | Isabelle Guillot      | Francia           |
| 14       | 1998 | Jonathan Wyatt       | Italia           | Dita Hebelková        | Italia            |
| 15       | 1999 | Marco De Gasperi     | Italia           | Rosita Rota Gelpi     | Italia            |
| 16       | 2000 | Jonathan Wyatt       | Italia           | Angela Mudge          | Nuova Zelanda     |
| 17       | 2001 | Marco De Gasperi     | Italia           | Melissa Moon          | Italia            |
| 18       | 2002 | Jonathan Wyatt       | Italia           | Svetlana Demidenko    | Italia            |
| 19       | 2003 | Marco De Gasperi     | Italia           | Melissa Moon          | Scozia            |
| 20       | 2004 | Jonathan Wyatt       | Italia           | Rosita Rota Gelpi     | Italia            |
| 21       | 2005 | Jonathan Wyatt       | Italia           | Kate Mc Ilroy         | Italia            |
| 22       | 2006 | Rolando Ortiz        | Eritrea          | Andrea Mayr           | Stati Uniti       |
| 23       | 2007 | Marco De Gasperi     | Italia           | Anna Pichrtová        | Stati Uniti       |
| 24       | 2008 | Jonathan Wyatt       | Italia           | Andrea Mayr           | Norvegia          |
| 25       | 2009 | Geoffrey Kusuro      | Eritrea          | Valentina Belotti     | Regno Unito       |
| 26       | 2010 | Samson K.Gashazghi   | Eritrea          | Andrea Mayr           | Italia            |
| 27       | 2011 | Max King             | Italia           | Kasie Enman           | Italia            |
| 28       | 2012 | Petro Mamu           | Eritrea          | Andrea Mayr           | Stati Uniti       |
| 29       | 2013 | Philip Kiplimo       | Uganda           | Alice Gaggi           | Italia            |
| 30       | 2014 | Isaac Kiprop         | Uganda           | Andrea Mayr           | Italia            |
| 31       | 2015 | Fred Musobo          | Italia           | Stella Chesang        | Regno Unito       |
| 32       | 2016 | Joseph Gray          | Stati Uniti      | Andrea Mayr           | Italia            |
| 33       | 2017 | Victor Kiplangat     | Uganda           | Lucy Wambui Murigi    | Stati Uniti       |
| 34       | 2018 | Robert Chemonges     | Uganda           | Lucy Wambui Murigi    | Kenya             |
| 35       | 2019 | Joseph Gray          | Rep. Ceca        | Grayson Murphy        | Francia           |

### U20M e U20W
| Edizione | Anno | Individuale U20M   | Squadre U20M | Individuale U20W   | Squadre U20W |
| -------- | ---- | ------------------ | ------------ | ------------------ | ------------ |
| 1        | 1985 | Batista Lizzoli    | Italia       |                    |              |
| 2        | 1986 | Maurizio Simonetti | Italia       |                    |              |
| 3        | 1987 | Fausto Lizzoli     | Italia       |                    |              |
| 4        | 1988 | Woody Schoch       | Svizzera     |                    |              |
| 5        | 1989 | Andrea Agostini    | Svizzera     |                    |              |
| 6        | 1990 | Markus Kröll       | Russia       |                    |              |
| 7        | 1991 | Ulrich Steidl      | Italia       |                    |              |
| 8        | 1992 | Maurizio Gemetto   | Italia       | Rosita Rota Gelpi  | Italia       |
| 9        | 1993 | Gabriele De Nard   | Italia       |                    |              |
| 10       | 1994 | Martin Bajčičák    | Rep. Ceca    |                    |              |
| 11       | 1995 | Maurizio Bonetti   | Italia       |                    |              |
| 12       | 1996 | Marco De Gasperi   | Italia       |                    |              |
| 13       | 1997 | Petr Losman        | Italia       | Victoria Wilkinson | Rep. Ceca    |
| 14       | 1998 | Raymond Fontaine   | Italia       | Cornelia Heinzle   | Slovenia     |
| 15       | 1999 | Beniamino Lubrini  | Italia       | Cornelia Heinzle   | Slovenia     |
| 16       | 2000 | Nebai Habtegiorgis | Italia       | Élise Marcot       | Italia       |
| 17       | 2001 | Stefano Scaini     | Italia       | Lea Vetsch         | Polonia      |
| 18       | 2002 | Stefano Scaini     | Italia       | Viktorija Ivanova  | Turchia      |
| 19       | 2003 | Mitja Kosovelj     | Slovenia     | Karrissa Hawitt    | Slovenia     |
| 20       | 2004 | Mohamed Haben      | Eritrea      | Julija Močalova    | Slovenia     |
| 21       | 2005 | Vedat Gunen        | Turchia      | Julija Močalova    | Slovenia     |
| 22       | 2006 | Ermias Mehrteab    | Eritrea      | Katarina Beresová  | Russia       |
| 23       | 2007 | Geoffrey Kusuro    | Eritrea      | Lara Tamsett       | Australia    |
| 24       | 2008 | Sindre Buraas      | Turchia      | Laura Park         | Inghilterra  |
| 25       | 2009 | Xavier Chevrier    | Turchia      | Yasemin Can        | Turchia      |
| 26       | 2010 | Yossief Tekele     | Turchia      | Yasemin Can        | Turchia      |
| 27       | 2011 | Adem Karagoz       | Turchia      | Lea Einfalt        | Turchia      |
| 28       | 2012 | Michael Cherop     | Uganda       | Sevilay Eytemis    | Turchia      |
| 29       | 2013 | Nekagenet Crippa   | Rep. Ceca    | Mandy Ortiz        | Regno Unito  |
| 30       | 2014 | Phillip Kipyego    | Turchia      | Stella Chesang     | Germania     |
| 31       | 2015 | Ferhat Bozkurt     | Turchia      | Allie Ostrander    | Rep. Ceca    |
| 32       | 2016 | Joel Ayeko         | Stati Uniti  | Sarah Kistner      | Rep. Ceca    |
| 33       | 2017 | Oscar Chelimo      | Uganda       | Risper Chebet      | Romania      |
| 34       | 2018 | Dan Chebet         | Uganda       | Risper Chebet      | Uganda       |
| 35       | 2019 | Joseph Dugdale     | Regno Unito  | Angela Mattevi     | Italia       |

## Medagliere
In questo medagliere, aggiornato al 2019, sono prese in considerazione tutte le medaglie vinte individualmente e a squadre.
La tabella è preordinata secondo l'ordine alfabetico, ma è possibile ordinare i dati secondo qualunque colonna, come ad esempio il numero totale di medaglie d'oro o il numero totale di medaglie complessive. Per ordinare secondo numero di medaglie d'oro, numero di medaglie d'argento, numero di medaglie di bronzo (come fatto in via ufficiosa dal CIO e dalla maggior parte delle emittenti televisive) occorre ordinare prima la colonna dei bronzi, poi degli argenti, poi degli ori (cliccando due volte perché il primo click del mouse ordina in maniera crescente).
| Atleta                    | Oro | Argento | Bronzo | Totale |
| ------------------------- | --- | ------- | ------ | ------ |
| Austria                   | 19  | 20      | 12     | 51     |
| Belgio                    | 0   | 0       | 3      | 3      |
| Colombia                  | 5   | 2       | 2      | 9      |
| Rep. Ceca                 | 9   | 16      | 18     | 43     |
| Eritrea                   | 13  | 12      | 3      | 28     |
| Francia                   | 13  | 17      | 25     | 55     |
| Galles                    | 0   | 1       | 3      | 4      |
| Germania                  | 4   | 12      | 21     | 37     |
| Kenya                     | 3   | 1       | 1      | 5      |
| Irlanda                   | 1   | 0       | 2      | 3      |
| Italia                    | 96  | 63      | 48     | 207    |
| Messico                   | 0   | 2       | 5      | 7      |
| Norvegia                  | 2   | 1       | 1      | 4      |
| Nuova Zelanda             | 10  | 7       | 7      | 24     |
| Polonia                   | 1   | 4       | 9      | 14     |
| Gran Bretagna Inghilterra | 14  | 33      | 33     | 80     |
| Romania                   | 1   | 4       | 2      | 7      |
| Russia                    | 6   | 4       | 5      | 15     |
| Scozia                    | 3   | 6       | 7      | 16     |
| Stati Uniti               | 13  | 10      | 11     | 34     |
| Slovacchia                | 2   | 3       | 4      | 9      |
| Slovenia                  | 8   | 8       | 5      | 21     |
| Svizzera                  | 8   | 19      | 19     | 46     |
| Turchia                   | 18  | 21      | 20     | 59     |
| Uganda                    | 25  | 8       | 10     | 43     |
| Ungheria                  | 0   | 1       | 0      | 1      |